# Radulphus Brito
Radulphus Brito, född cirka 1270 i Bretagne, död cirka 1320, var en medeltida filosof och grammatiker. Han skrev bland annat kommentarer till Aristoteles, Boethius och Priscianus.